# Omar Tiero
Omar Tiero – iworyjski piłkarz grający na pozycji obrońcy. W swojej karierze rozegrał 3 mecze w reprezentacji Wybrzeża Kości Słoniowej.

## Kariera reprezentacyjna
W reprezentacji Wybrzeża Kości Słoniowej Tiero zadebiutował 3 marca 1990 w wygranym 3:1 grupowym meczu Pucharu Narodów Afryki 1990 z Egiptem, rozegranym w Algierze. Na tym turnieju rozegrał również dwa inne mecze grupowe: z Algierią (0:3) i z Nigerią (0:1). Były to zarazem jego jedyne rozegrane mecze w kadrze narodowej.